# Aphria miranda
Aphria miranda là một loài ruồi trong họ Tachinidae.